# Lionel Artuso
Pas d'image ? Cliquez ici

a Compétitions nationales et continentales officielles uniquement.

b Matchs officiels uniquement.
Lionel Artuso, né le 9 novembre 1959 à Sainte-Livrade-sur-Lot (France), est un joueur français de rugby à XIII. Il joue ailier droit et mesure 1,78 m pour 80 kg.

## Biographie
Formé à Casseneuil avant de rejoindre Union Sportive Villeneuve XIII de 1977 à 1984. Il fut 3 fois finaliste du championnat de France en 1981 (titre non attribué), 1983 et 1984, 6 capes international junior, finaliste challenge rosemblat.
Pour des raisons personnelles il finit sa carrière en 1984. Joueur exemplaire, excellent défenseur, courageux, capable de jouer à l'aile comme devant, aussi volontaire sur un terrain que discret et réservé dans la vie.

## Palmarès
- Collectif :
  - Vainqueur du Championnat de France : 1980 (Villeneuve-sur-Lot).
  - Vainqueur de la Coupe de France : 1979 et 1984 (Villeneuve-sur-Lot).
  - Finaliste du Championnat de France :1981, 1983 et 1984 (Villeneuve-sur-Lot).